# علاء عوض (ممثل)
علاء عوض (1960 - ) ممثل مصري، شارك بالتمثيل في العديد من الأدوار المساعدة منها أدواره في أفلام (حدوتة مصرية، الاحتياط واجب، حالة تلبس، مستر كاراتيه، المولد).

## أعمال

### مسلسلات
| - في يوم وليلة:2021 - رسايل:2018- مراد الليثي - طاقة القدر:2017 - دهشة:2014- زعبر حماد - الركين:2013- روقه | - إحنا نروح القسم:2001 - رحيق الفوارس:2001 - أستاذي الجليل رفقا بنا:2000 - أوان الورد:2000 - قط وفار فايف ستار:2000 | - شيكورونة:1999 - اثنين في واحد:1995 - الوسية:1990- حليم - عائلة الأستاذ شلش:1990- هاني - أحلام في الظهيرة:1989 | - حدث في بيت القاضي:1989 - حساب السنين:1989 - ثمن الخوف:1988 - أحلام اليقظة:1987 - أخو البنات:1984- سامح |

### أفلام
| - الليلة الكبيرة:2015 - صرخة نملة:2011- ضيف شرف - جالا جالا:2001- رجب - الإمبراطورة:1999- سوكا أحد رجال زينهم - عفاريت الأسفلت:1996 - عتبة الستات:1995 | - مستر كاراتيه:1993- شنكل شناكل - تحت الربع:1991- سعيد خليل - تحت الصفر:1990- مـاهر - المولد:1989 - حالة تلبس:1988 - يوم مر يوم حلو:1988 | - الاتهام:1987 - تحت التهديد:1986- حماده كامل - سنوات الخطر:1985- سامح توفيق عبدالودود - الاحتياط واجب:1983- رضا - حدوتة مصرية:1982 - اجازة بالعافية:1966- طفل على البلاج |

### أخرى
| - أبو كبسولة:2018- عوضين - كنز شحاتة:2000 - أبيض وإسود تاني:1998 - إحنا فين:1994 - قميص السعادة:1993 | - بيت الأصول - حساب قديم - حفلة جواز بابا - قطعوا التوتة - ليالي الحكواتي |